# Carlo Manfredini
Carlo Manfredini (Sestri Ponente, 8 agosto 1921 – ...) è stato un calciatore italiano, di ruolo difensore.

## Caratteristiche tecniche
Giocava come terzino.

## Carriera
Dal 1939 al 1941 ha giocato in Serie C con la Manlio Cavagnaro; nella stagione 1942-1943 ha esordito in Serie B, campionato in cui ha giocato 26 partite con la M.A.T.E.R. Roma.
Durante la guerra ha giocato 5 partite in Divisione Nazionale con l'Asti.
Ha continuato a partecipare a campionati di seconda serie anche dopo la ripresa dei campionati al termine della Seconda Guerra Mondiale: nella stagione 1945-1946 vi ha giocato 22 partite con la Sestrese, società con cui ha poi disputato altre 39 gare di seconda serie nel corso della stagione 1946-1947 e con cui nella stagione 1948-1949 ha giocato un campionato di Serie C.
Dopo una stagione in Promozione (il massimo livello dilettantistico dell'epoca) con la Corniglianese, a partire dal 1950 è tornato a giocare in campionati professionistici: nella stagione 1949-1950, nella stagione 1950-1951 e nella stagione 1951-1952 ha infatti giocato in Serie C con la maglia del Cosenza.
Successivamente si è trasferito al Savona, con cui nella stagione 1952-1953 ha giocato 14 incontri in IV Serie e nella stagione 1953-1954 altre 20 partite in Promozione.
In carriera ha giocato complessivamente 87 partite in Serie B.

## Palmarès

### Club

#### Competizioni nazionali
- Serie C: 1

Manlio Cavagnaro: 1940-1941 (girone D)